# شونایشه
شونایشه (به آلمانی: Schöneiche bei Berlin) یک شهر در آلمان است که در اودر-اشپری واقع شده‌است. شونایشه ۱۲٬۰۱۱ نفر جمعیت دارد.